# Sinagoga Westend
La sinagoga Westend, costruita nel 1910 in stile Art Nouveau, è una delle pochissime sinagoghe monumentali tedesche ad essere sopravvissuta alle distruzioni del periodo nazista. Si trova nel quartiere Westend alla periferia di Francoforte sul Meno, in Germania, e funziona oggi come sinagoga centrale per l'intera area metropolitana della città.

## Storia
Dopo l'emancipazione e l'abolizione del ghetto, la maggior parte degli ebrei di Francoforte lasciarono l'area del vecchio quartiere ebraico per trasferirsi nei nuovi sobborghi. Il Westend divenne le meta favorita della nuova borghesia liberale ebraica, così come lo Ostend lo era per gli ebrei ortodossi.
Il movimento riformatore aveva la sua sede storica nella centrale Sinagoga maggiore di Francoforte sul Meno, ma agli inizi del Novecento si imponeva ormai la costruzione di un'altra monumentale sinagoga riformata che potesse accogliere la crescente popolazione ebraica del Westend, così come il movimento ortodosso poteva disporre dal 1907 di una nuova grandiosa sinagoga nel quartiere Ostend oltre alla centrale sinagoga Börneplatz.
La progettazione della sinagoga Westend fu affidata all'architetto Franz Roeckle, che optò per un moderno stile Art Nouveau con reminiscenze assiro-egiziane. L'edificio includeva gli uffici comunitari, gli appartamenti per i rabbini, sale di riunione e per l'insegnamento.
Se l'esterno si presentava con forme massicce e colori grigi, l'interno era luminoso, con colori vivaci in oro, verde e marrone. Un grande lampadario scendeva dal centro per illuminare il santuario, capace di ospitare comodamente sedute più di mille persone. Il muro sulla bimah, nella parte anteriore del santuario, era evidenziato da un arco massiccio e decorato con diversi motivi geometrici in stile Art Déco. Come in tutte le sinagoghe riformate sul lato opposto, quello di ingresso era appoggiato un maestoso organo costruito dalla ditta EF Walcker di Ludwigsburg.
La notte del 9 novembre 1938 ("Kristallnacht") la sinagoga Westend, al pari delle altre sinagoghe di Francoforte e della Germania tutta, fu incendiata dai nazisti. L'incendio provocò ingenti danni (gli arredi e l'organo originari andarono perduti) ma fu domato in tempo dai vigili del fuoco prima di causare la distruzione dell'intero edificio.
La sinagoga fu chiusa al culto. Il rabbino Georg Salzberger, imprigionato nel campo di concentramento di Dachau, emigrò nell'aprile 1939 in Inghilterra, dove divenne rabbino della comunità ebraica di lingua tedesca a Londra. Al contrario di quanto avvenuto con la Sinagoga maggiore di Francoforte sul Meno, la sinagoga Börneplatz e la Sinagoga Friedberger Anlage, l'edificio della Sinagoga Westend non fu demolito. Servì come deposito di mobilio per i cittadini di Francoforte le cui case erano state danneggiate dai bombardamenti e per le scene del Teatro dell'Opera. Nel marzo 1944 tuttavia anche l'edificio fu colpito e gravemente danneggiato nel corso di un raid aereo, ma ancora una volta sopravvisse alla completa distruzione.

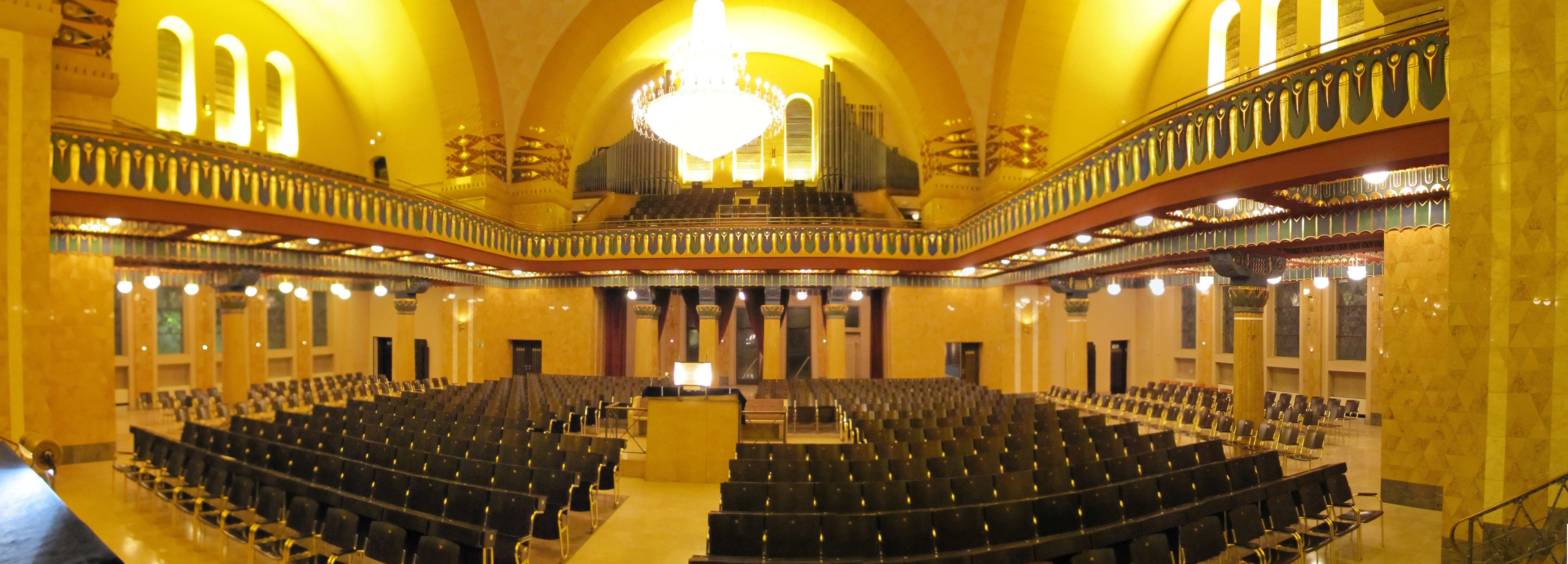
L'interno

## Il dopoguerra
La comunità ebraica di Francoforte fu quasi completamente sterminata nell'Olocausto; degli 11.000 deportati solo circa 400 fecero ritorno. Fu nei locali diroccati della sinagoga Westend che i pochi superstiti si radunarono il 12 settembre 1945 guidati da Leopold Neuhaus, ultimo rabbino di Francoforte, sopravvissuto al campo di concentramento di Theresienstadt. La maggior parte di quei superstiti emigrò altrove, ma nei mesi e anni seguenti migliaia di rifugiati ebrei giunsero in città dall'Est, ospitati nel campo di Francoforte-Zeilsheim. Pur danneggiata, la Sinagoga Westend era l'unica in città ad essere ancora in piedi e quindi in grado di accoglierli. La ricostruzione fu affidata agli architetti Max Kemper e Werner Hebebrand i quali con i pochi mezzi a disposizione si preoccuparono soprattutto di mettere in sicurezza l'edificio. Il 6 settembre 1950 la sinagoga poté essere riaperta ufficialmente al culto, una delle poche sinagoghe monumentali della Germania ad essere sopravvissuta alle distruzioni del periodo nazista, assieme alla Sinagoga Rykestrasse di Berlino, alla Sinagoga di Augusta o alla Sinagoga Roonstrasse di Colonia.
Pochi avrebbero allora scommesso in un futuro per la vita ebraica a Francoforte ed invece una robusta comunità si è ricostruita col tempo proprio attorno alla Sinagoga Westend, divenuta ora il nuovo centro della vita ebraica a Francoforte.
Nuovi e più imponenti lavori di restauro furono compiuti tra il 1980 e il 1984 e quindi tra il 1988 e il 1994 sotto la direzione dell'architetto Henryk Isenberg. Una solenne cerimonia, il 29 agosto 1994, ha riconsegnato la sinagoga alla città in tutto lo splendore della sua forma e delle sue decorazioni originarie. Il culto alla sinagoga si svolge oggi secondo il rito ortodosso, ma la sinagoga ospita sale che sono utilizzate dai riformati e dal movimento Chabad per le loro funzioni religiose.